# Гільдесгаймський собор
Гільдесгаймський собор (нім. Hildesheimer Dom), офіційно Собор Вознесіння Діви Марії (нім. St. Mariä Himmelfahrt), — середньовічний католицький собор в Гільдесгаймі, Німеччина. Собор з 1985 року включений до Світової спадщини ЮНЕСКО, разом з розташованою неподалік церквою Св. Михайла.
Кафедральний собор був побудований в романському стилі. Він має симетричний план з двома апсидами, що було характерним для оттонської романської архітектури у давній Саксонії.
Скарби собору включають шедеври світового мистецтва, бронзові вироби з часу єпископа Бернварда (Бернвардські двері та Бернвардська колона), а також дві з чотирьох значущих романських колісних люстр (Гецільську люстру та Ацелінську люстру).
Собор зазнавав реконструкцій та розширень в XI, XII та XIV сторіччях, був повністю зруйнований під час авіабомбардування Гільдесгайму союзниками 22 березня 1945 року, та відбудований між 1950 та 1960 роками. 2010 року почались масштабні роботи з ремонту та реконструкції собору, включно з технічним оснащенням та роботами з консервації. На час реконструкції частина скарбів собору подорожувала музеями світу. Собор був знову відкритий 15 серпня 2014 року.

## Історія

### Будівництво

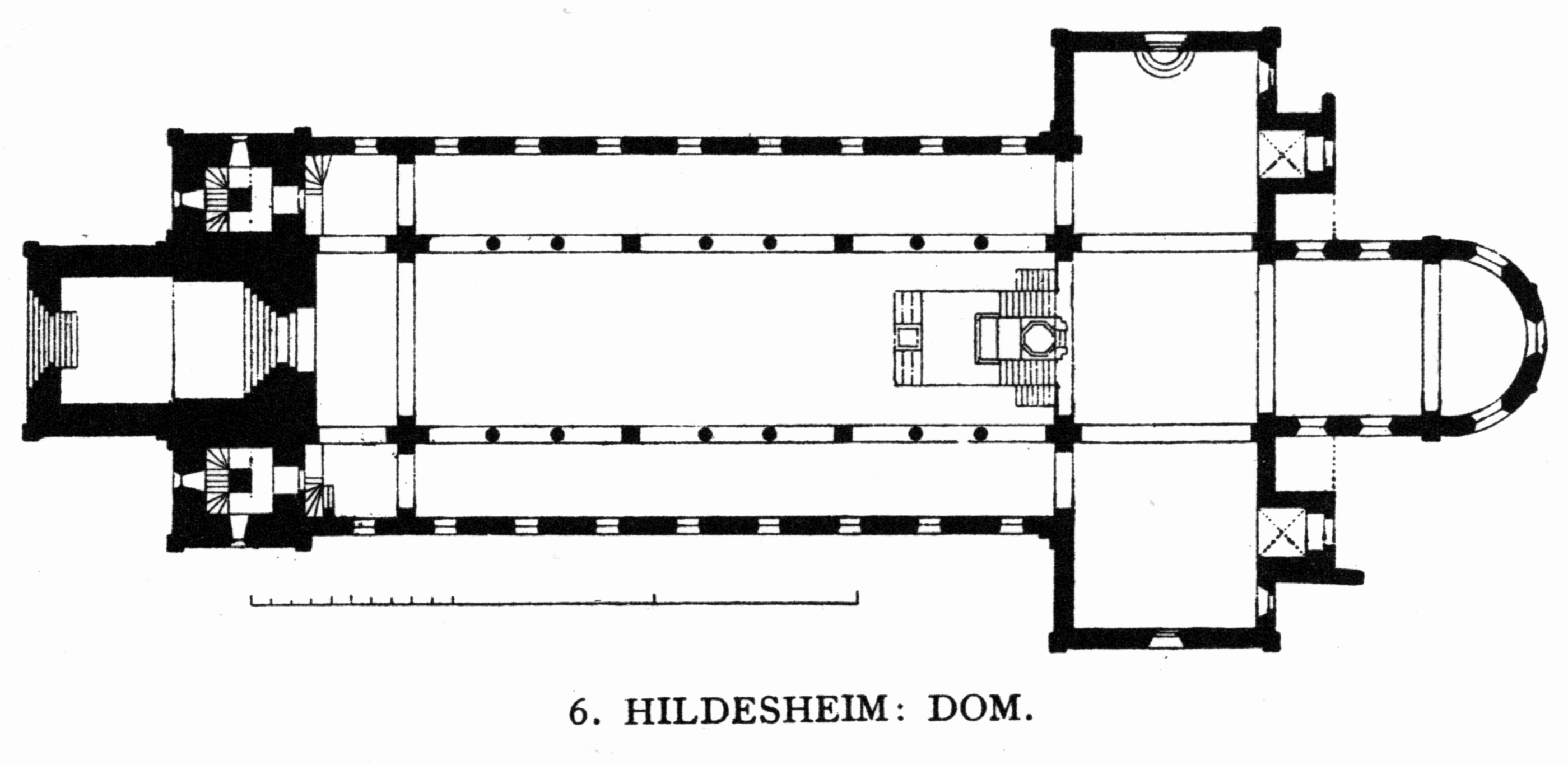
Поземний план

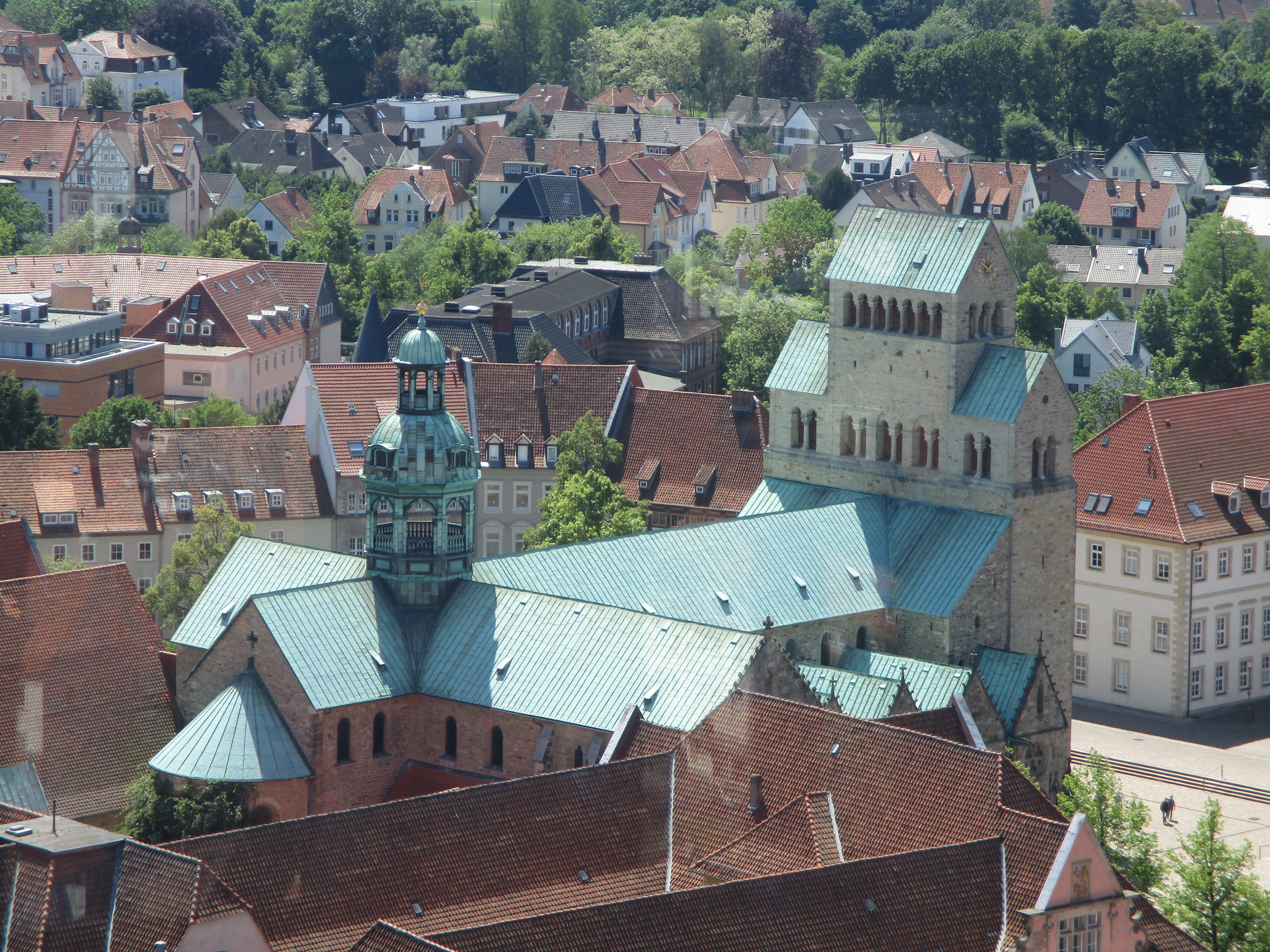
Вид з повітря з вежі церкви святого Апостола Андрія

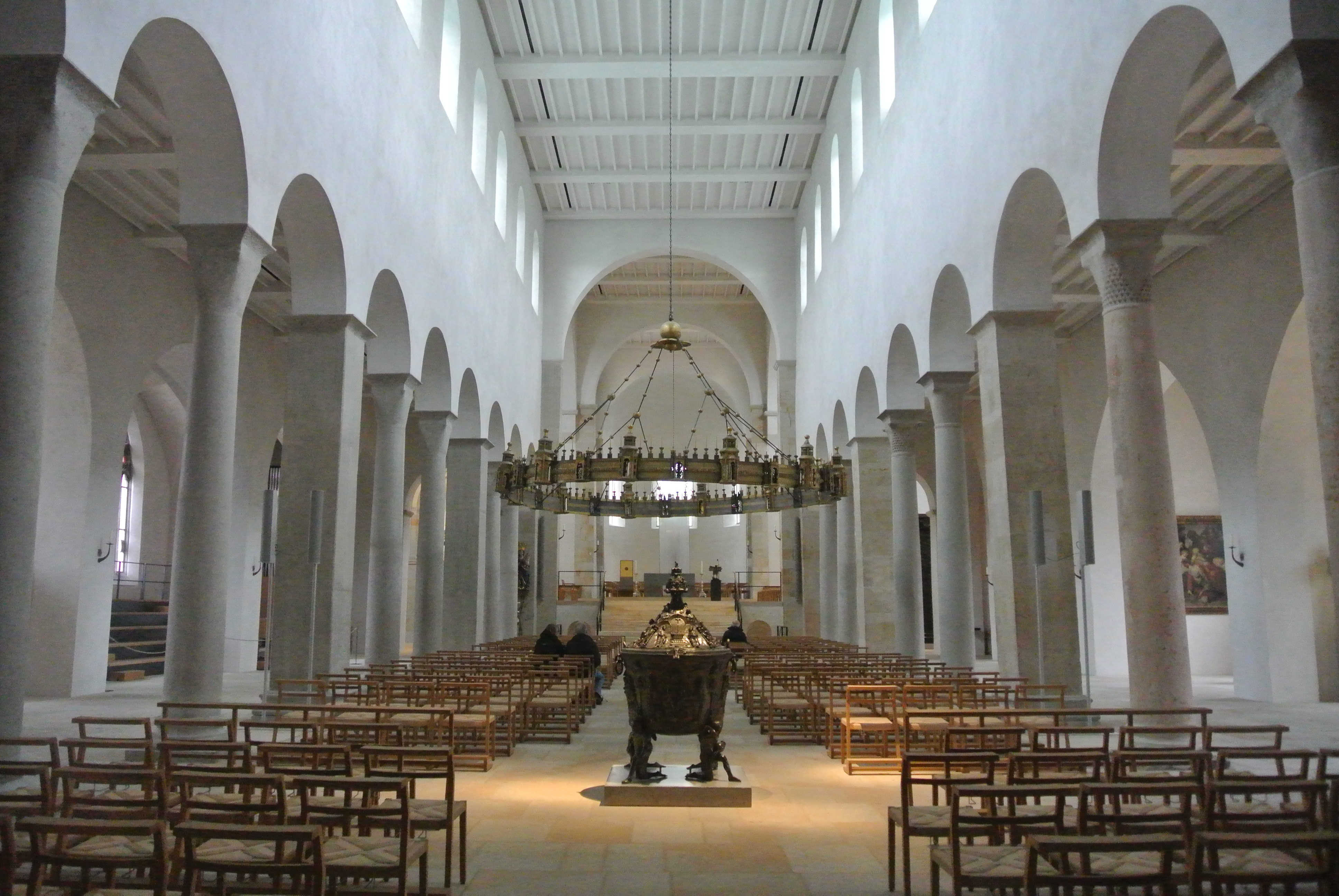
Інтер'єр

Після заснування Гільдесгаймської діоцезії 815 року Людовиком I Благочестивим, на місці сучасної апсиди була збудована каплиця Діви Марії. Єпископ Гунтар Гільдесгаймський (на посаді у 815–834 рр.) безпосередньо на південь від каплиці побудував маленьку базиліку з двома круглими вежами на честь Св. Цецилії. Ця базиліка слугувала першим кафедральним собором та церквою маєтку і тут були поховані перші чотири єпископи. Від цих двох будівель існують лише окремі залишки фундаментів. Старіша гільдесгаймська приходська церква ймовірно колись стояла на місці каплиці Св. Стефана біля східного входу до каплиці Св. Хелвега, що може датуватись візитом Гільдегріма Шалонського до Східної Саксонії (початок IX ст.).
Собор був побудований 872 року за єпископа Альтфріда у формі тринавної хрестоподібної базиліки з двоповерховим вестверком. Він є прикладом оттонської архітектури з перемінною опорою на колони та напівкруглими апсидами, що завершують нефи.
У пожежі 1046 року будівля була сильно пошкоджена. Єпископ Ацелін на початку XI ст. планував звести нову, більшу будівлю собору на захід від наявного та розширити наву. Його наступник, Гецило Гільдесгаймський відмовився від цих планів і натомість замовив будівництво на старих фундаментах, включивши вцілілі стіни до нової будівлі. Наступна важлива перебудова була в XIV сторіччі, однак вона не змінила поземного плану базиліки єпископа Альтфріда. Каплиці північної та південної сторони датуються готичним періодом, а вежа над середохрестям — барочним. У XIX ст. оригінальний вестверк був замінений неороманським фасадом з двома вежами, який проіснував до 1945 року.

### Школа та бібліотека
Школа кафедрального собору (нім. Hildesheimer Domschule), яка розміщувалась у аркадах клуатру, була одним з найважливіших навчальних закладів оттонського та салічного періодів. Її бібліотека слугувала і як бібліотека кафедрального собору (нім. Dombibliothek Hildesheim) з 815 року; це настаріша бібліотека у Північній Німеччині.

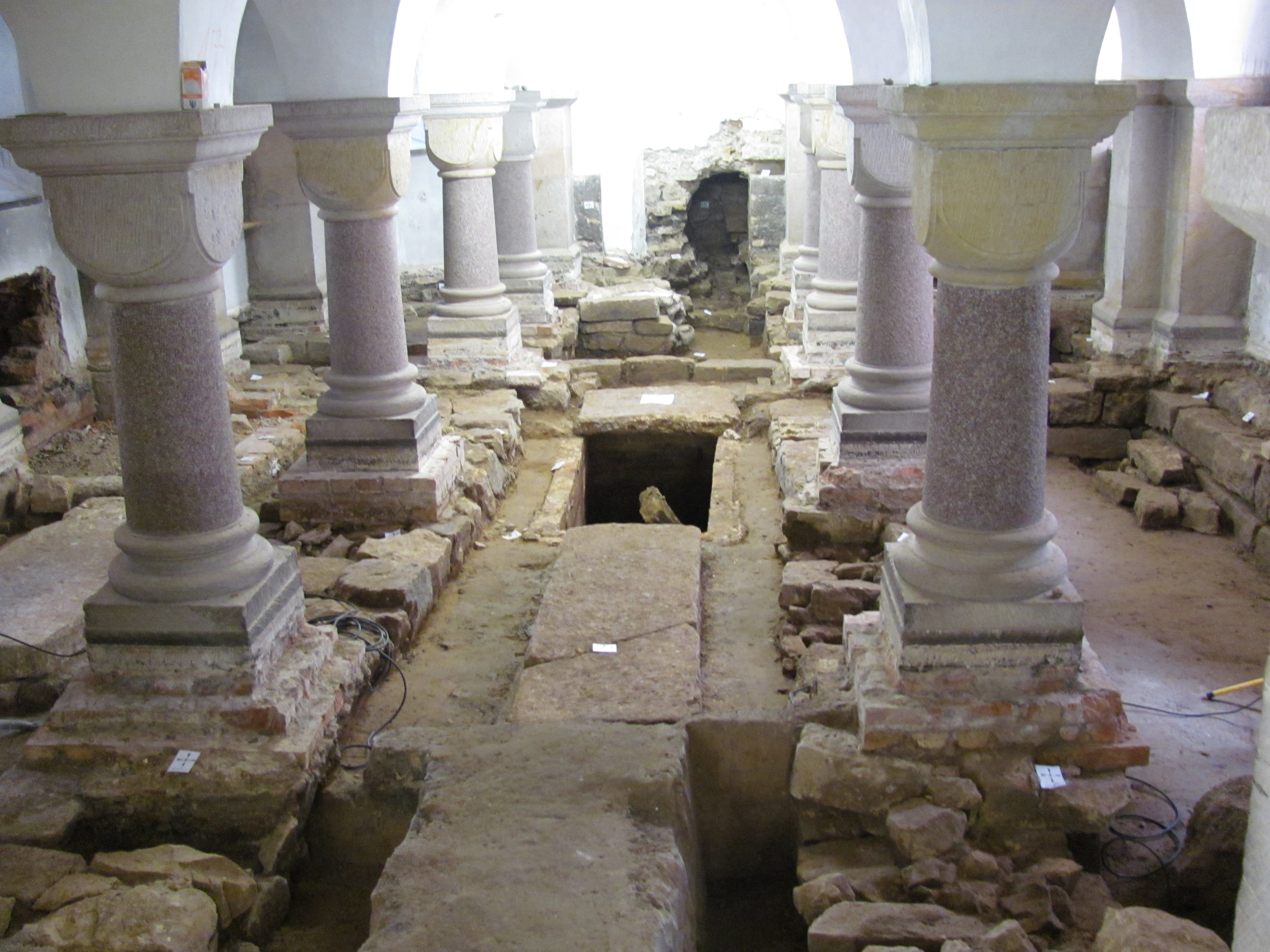
Фундаменти першого собору під криптою (з 815 року)
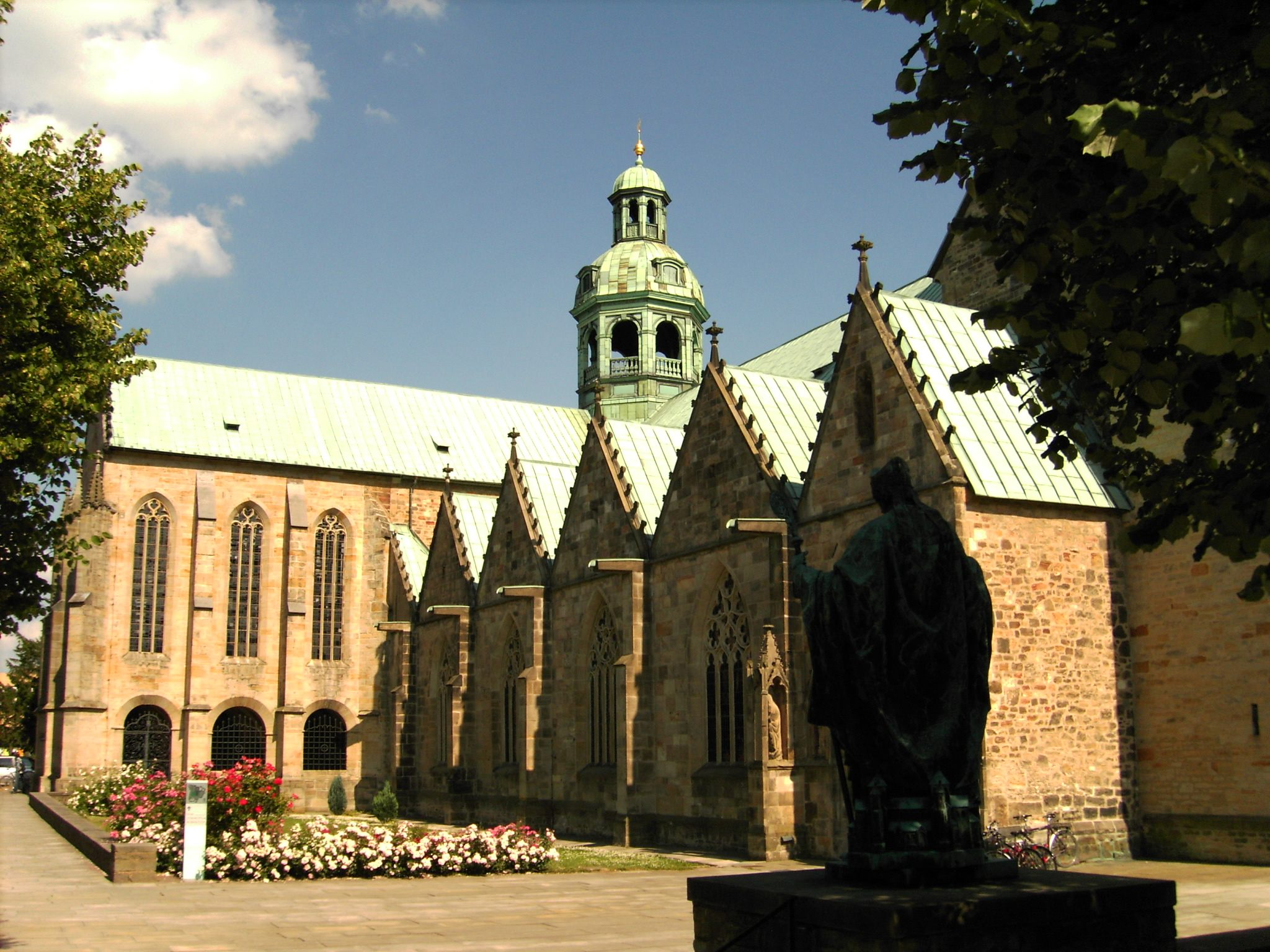
Середохрестя та каплиці північної сторони
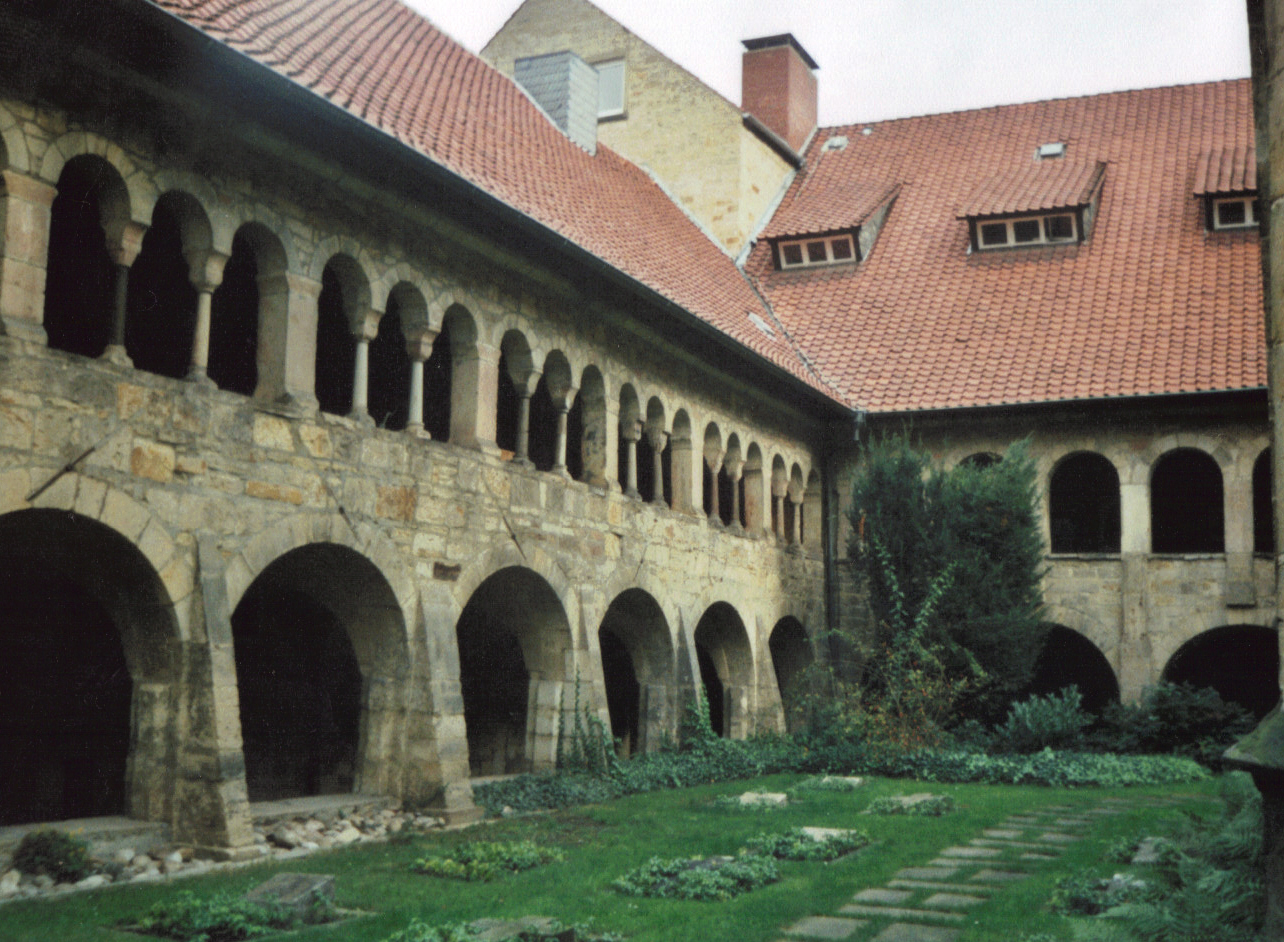
Клуатр, побудований між 1060 та 1070 роками
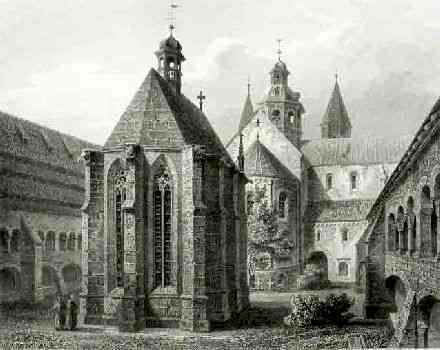
Клуатр з каплицею Св.Анни, малюнок бл.1845р.
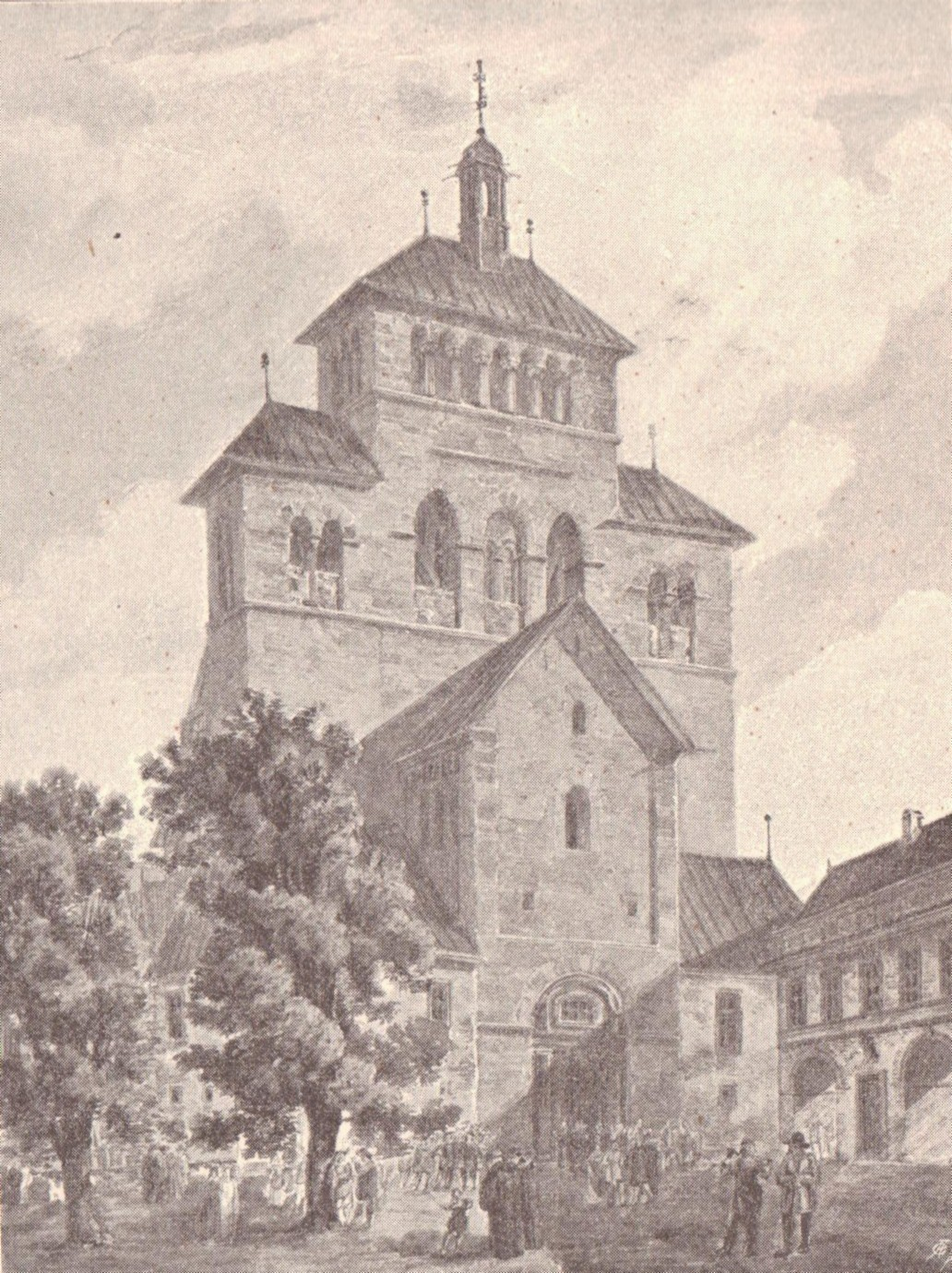
Вестверк до 1840
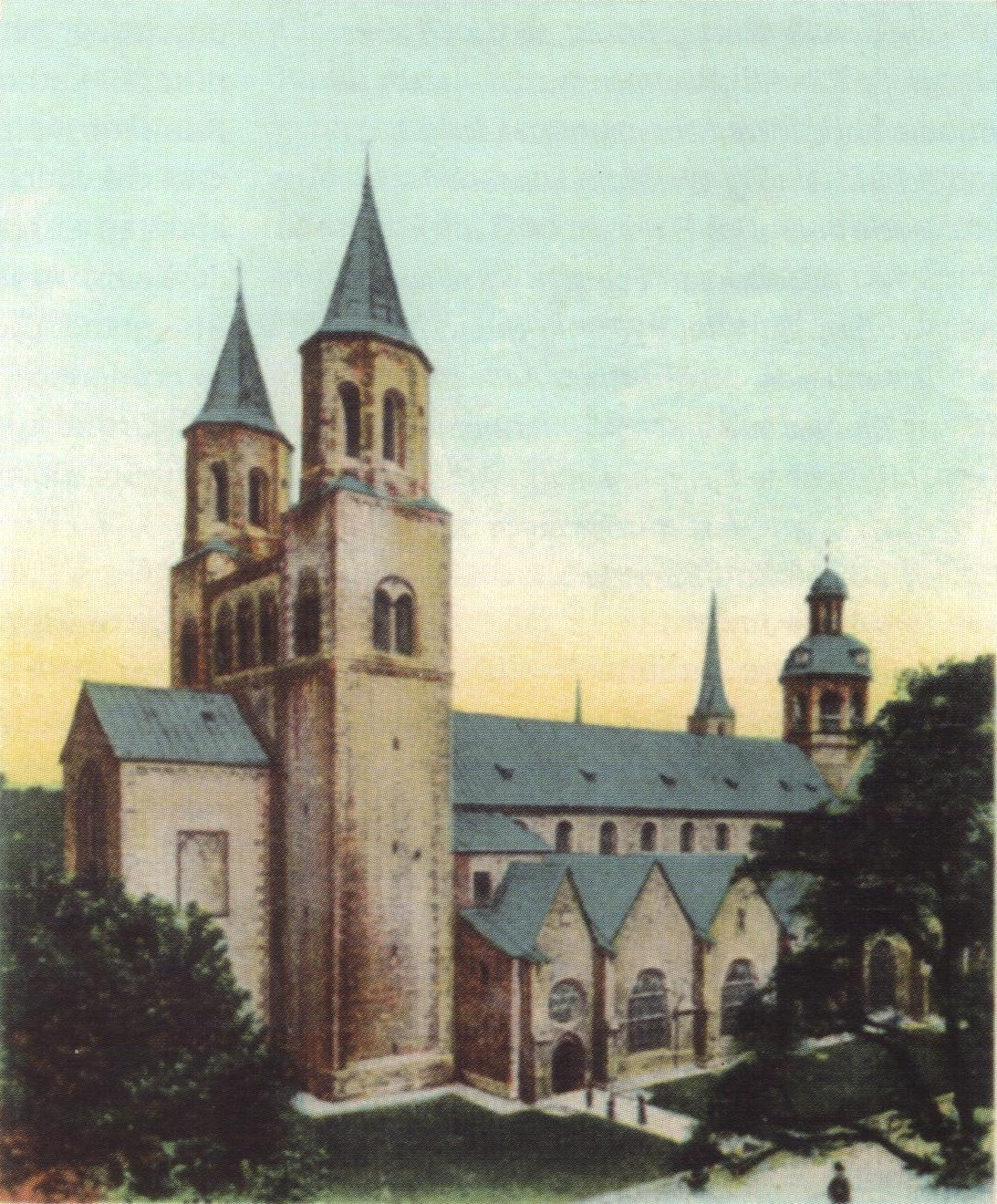
Неороманський вестверк, 1890
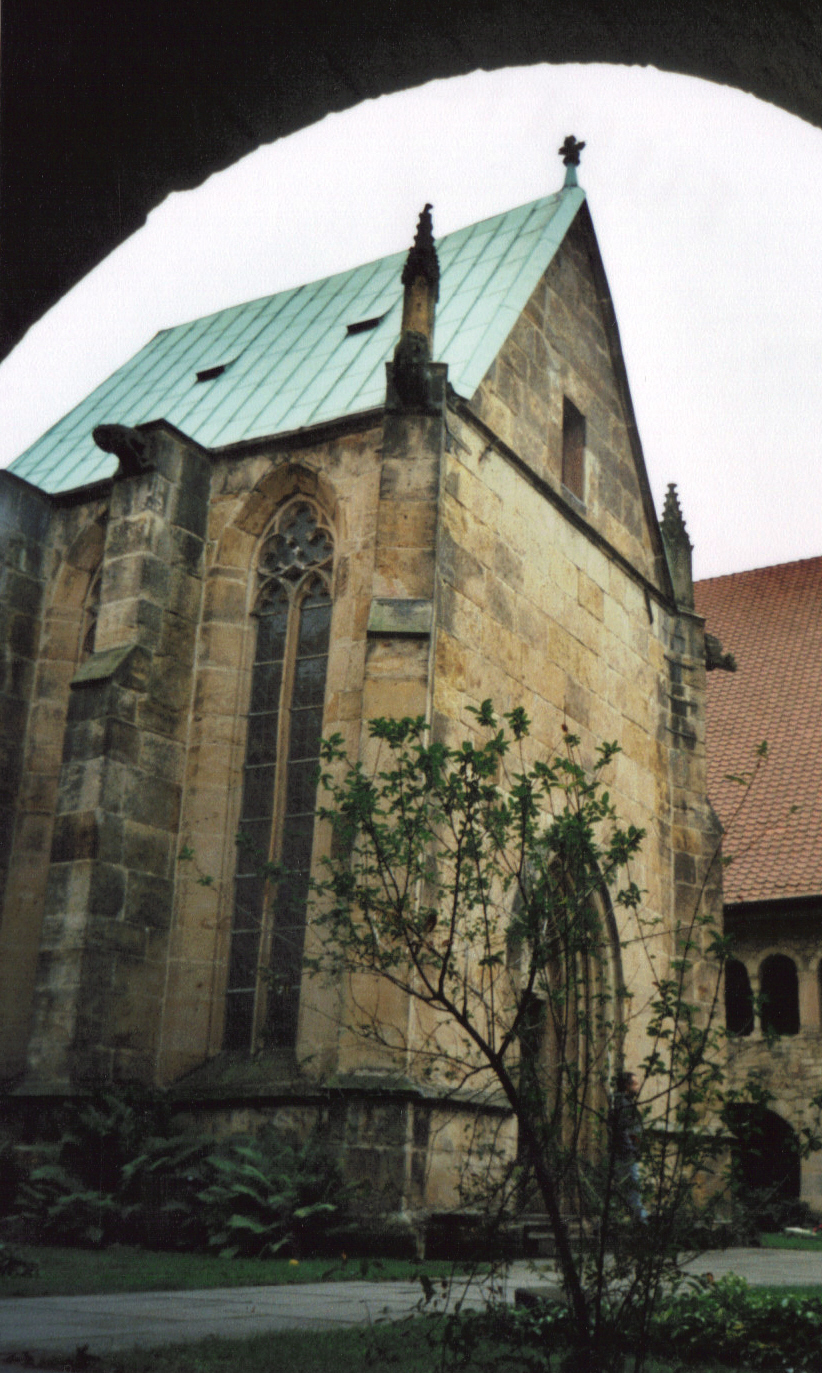
Каплиця Св.Анни
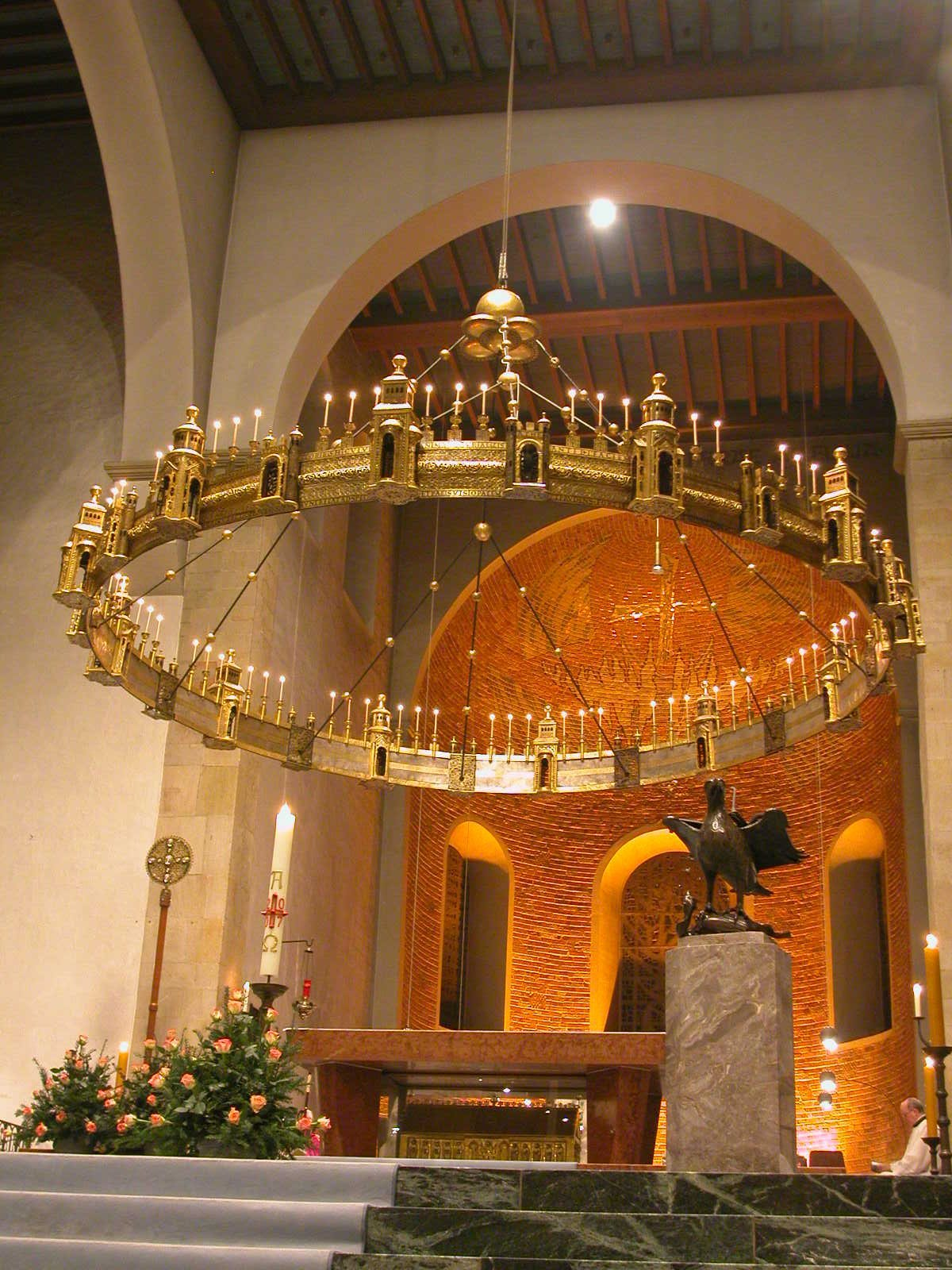
Гецільська люстра у середохресті, 2009

### Знищення у Другій світовій війні і післявоєнна відбудова
Під час бомбардувань Гільдесгайма 22 березня 1945 року ВПС Великої Британії та Канади, основна будівля собору була майже повністю знищена; частково вціліли лише вестверк та зовнішні стіни. З додаткових будівель лише готична каплиця Св. Анни (нім. Annenkapelle), яка буда зведена 1321 року посеред двора собору, вціліла практично неушкодженою.

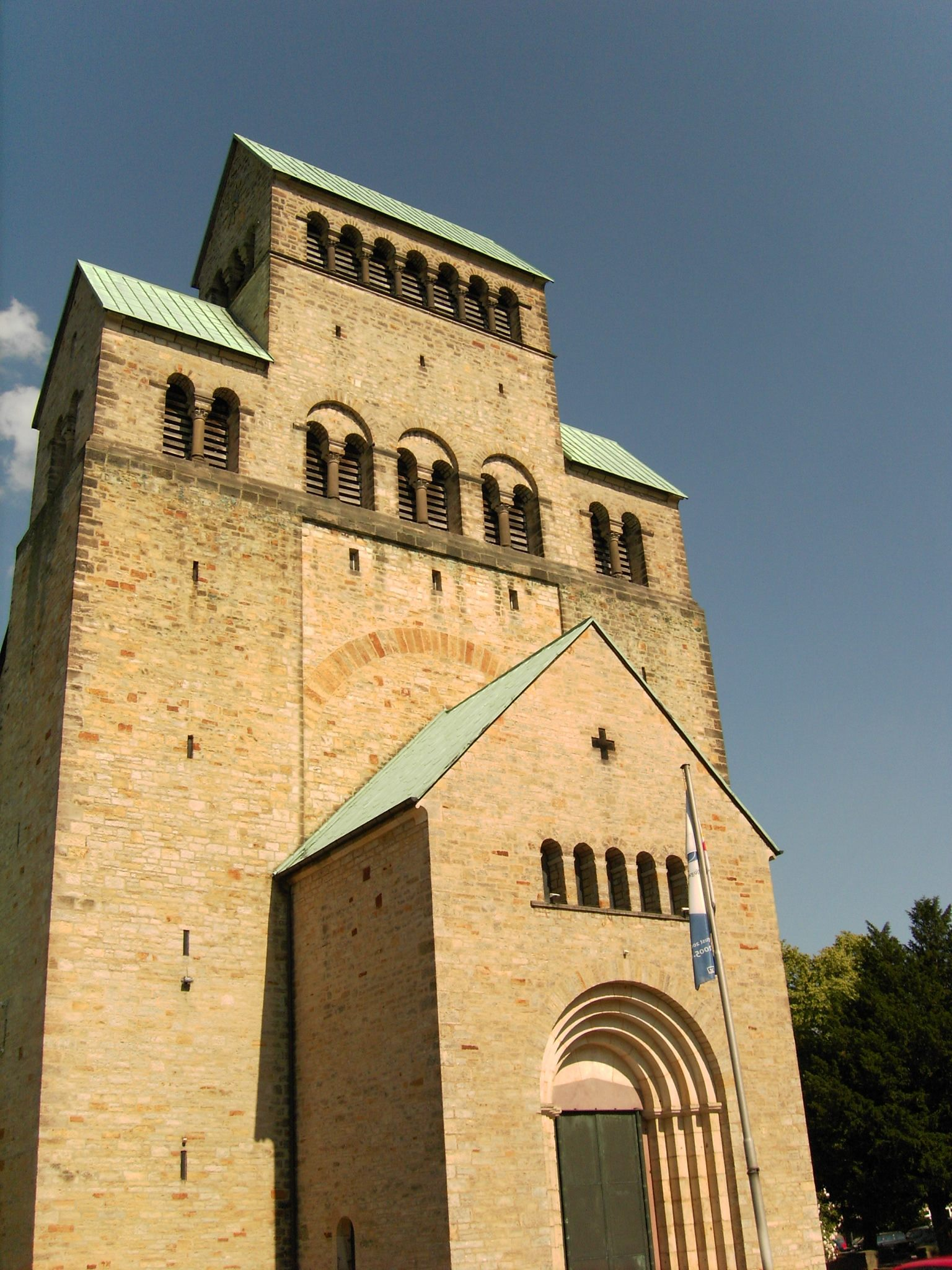
Вестверк собору

Собор був відбудований між 1950 та 1960 роками у спрощеній формі — від барокових елементів відмовились на користь форми, яка нагадувала ранніший романський стиль собору. Найпомітнішим виразом цього у зовнішньому вигляді собору стало те, що верхні поверхи та дві башти, які були додані до вестверку 1840 року, не були відновлені і вестверк був реконструйований ближче до початкового стану на основі зразка вестверку Мінденського собору. Крім того, прохідна перед вестверком була зменшена майже вдвічі. В іншому зовнішній вигляд собору залишився майже таким, як і до руйнування, зокрема була відбудована барокова вежа над середохрестям.
Відбудова собору відбувалась в умовах обмежених ресурсів. Так через нестачу плит з пісковика, підлога була викладена мармуром. Дахи нефа, трансепта та галерей клуатра були зроблені з бетону і зсередині були покриті дерев'яними дошками, щоб створити враження стельових балок. Стіни нефа та внутрішні стіни були відбудовані з цегли та вапняка, які були сховані за «білим каменем» зовні та штукатуркою зсередини. Рівень підлоги було піднято на 60 см, через що приміщення отримали куций вигляд, особливо в трансептах. Колони нефа були вилиті з бетону, а пілястри були покриті пісковиком.
Гільдесгаймський собор був єдиним у Німеччині, який було необхідно заново освятити після реконструкції, що було здійснено 27 березня 1960 року єпископом Г. М. Янссеном після трьох років суперечок між діоцезією та владою Нижня Саксонія щодо витрат на відбудову.

### Реконструкція 2010–2014 років

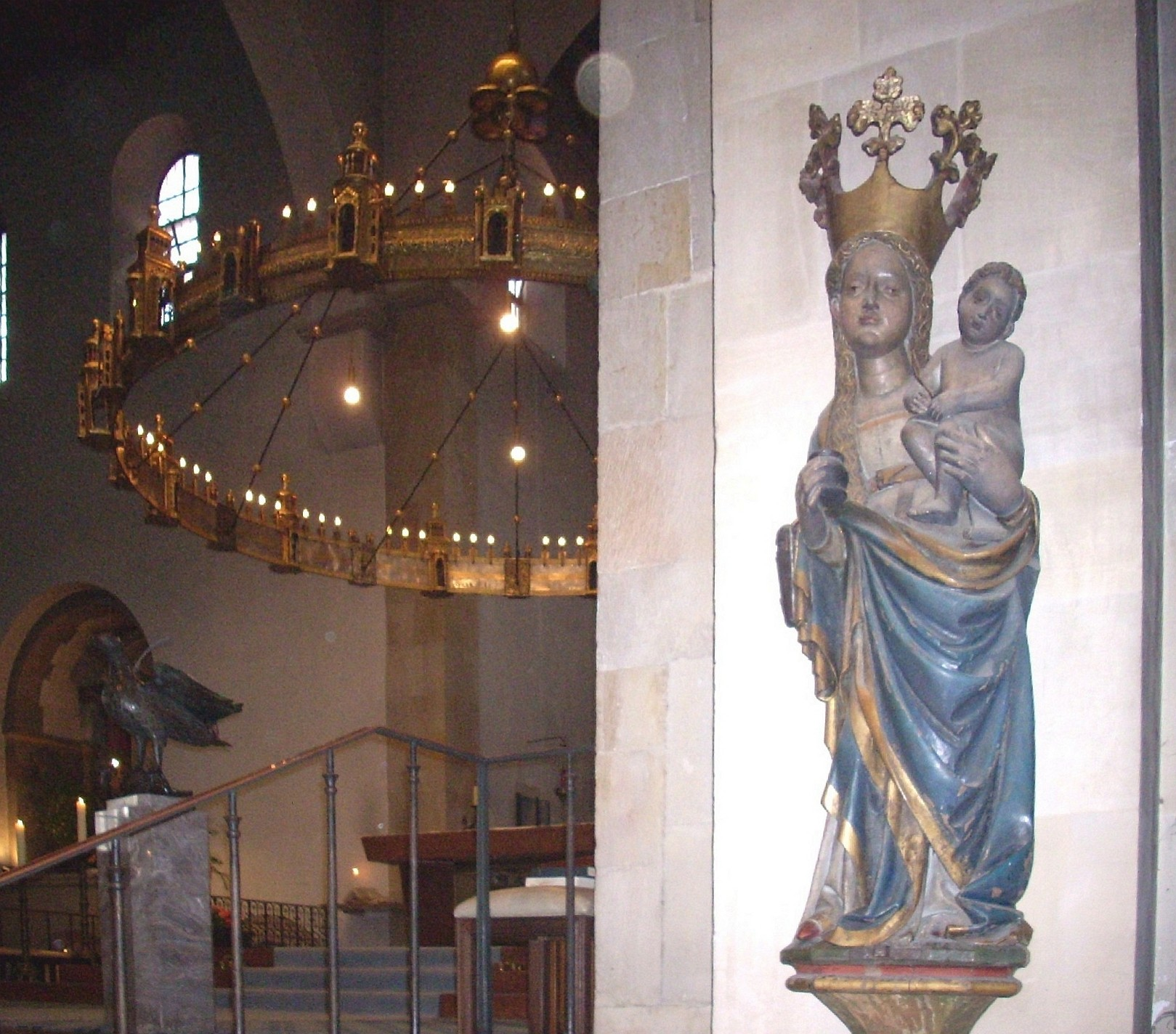
Мадонна з чорнильницею

Після багатьох років планування у січні 2010 року почалися масштабні ремонт та реконструкція собору, перші після 1960 року, і собору був закритий для відвідувачів. Разом з технічними та консерваційними заходами, були внесені зміни у вигляд собору. Підлога була знижена до початкового рівня, Гецільська та Ацелінська люстри переміщені на їх початкові місця у нефі та хорах, а Бервардські двері знову повернуті малюнком назовні, позаду вестибюля, як початково передбачалось. Крім того, була створена єпископська крипта.
Реконструкція собору стала найбільшим проєктом з реконструкції церков у Німеччині. Собор був знову відкритий для відвідувачів 15 серпня 2014, що збіглося з початком року святкування 1200-річчя дієцезії Гільдесгайма.

### Тисячолітня шипшина

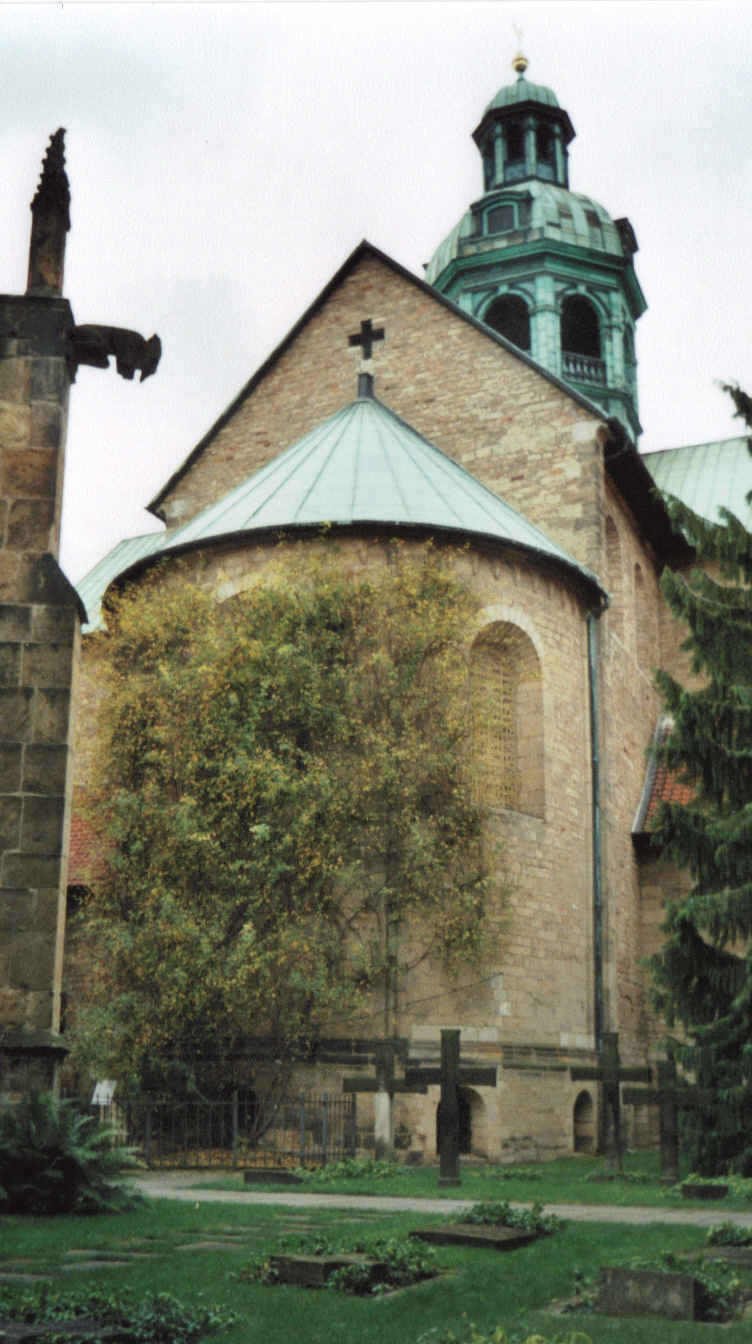
Кущ шипшини, що за легендою існує з 815 року

Будівля собору широко відома «Тисячолітньою шипшиною» (нім. Tausendjähriger Rosenstock), що росте біля зовнішньої стіни апсиди собору у дворі клуатру і вважається найстарішою у світі. Точний вік шипшини встановити неможливо, але за легендою вона датується 815 роком. Кущ є важливим символом Гільдесгайму — за оповідями, доки шипшина живе і квітне, Гільдесгайм також процвітатиме. За легендою, імператор Людовик І Благочестивий під час полювання в лісі зупинився на молитву. Для цього, він повісив свій релікварій Діви Марії на кущ шипшини. Але після молитви релікварій з куща зняти не вдалося і імператор побачив в цьому знак, що нове єпископство слід заснувати на цьому місці, а не в Ельце (місто за 15 км від Гільдесгайму), де він спочатку планував, і його слід присвятити Діві Марії, чиїм символом є троянда або шипшина. Достеменно підтверджено існування куща протягом принаймні 400 років.
Авіабомбардування 22 березня 1945 року, яке пошкодило собор, спалило також всю наземну частину куща і вважалося, що шипшина втрачена, однак коріння більшою мірою вціліло і навесні 1945 року випустило 25 нових пагонів. Перші декілька квітів побачили у 1947 році, а у 1948 році їх нарахували вже 122. Відтоді нові пагони «Тисячолітньої шипшини» (як вона уже була відома і до війни) відмічають маленькими металевими табличками у рік їх появи.

## Археологічні знахідки
Під час розкопок 2010–2014 року при реконструкції собору, були знайдені фундаменти каплиці Діви Марії ІХ ст. Перша будівля собору була маленькою церквою 6 x 6 метрів з апсидою на схід. У апсиді були знайдені залишки першого вівтаря. Фундамент першого собору складений з пісковика та надзвичайно товстий.
У західній та південній частині собору було знайдено ще більш давнє кладовище. Були розкриті 20 поховань, у тому числі у серпні 2012 року — поховання молодої жінки, яка померла десь 800 року, зі скляними кульками (залишками намиста) та маленьким ножиком як поховальними предметами. Це найстаріше вціліле поховання, яке коли-небудь знаходили на території собору.

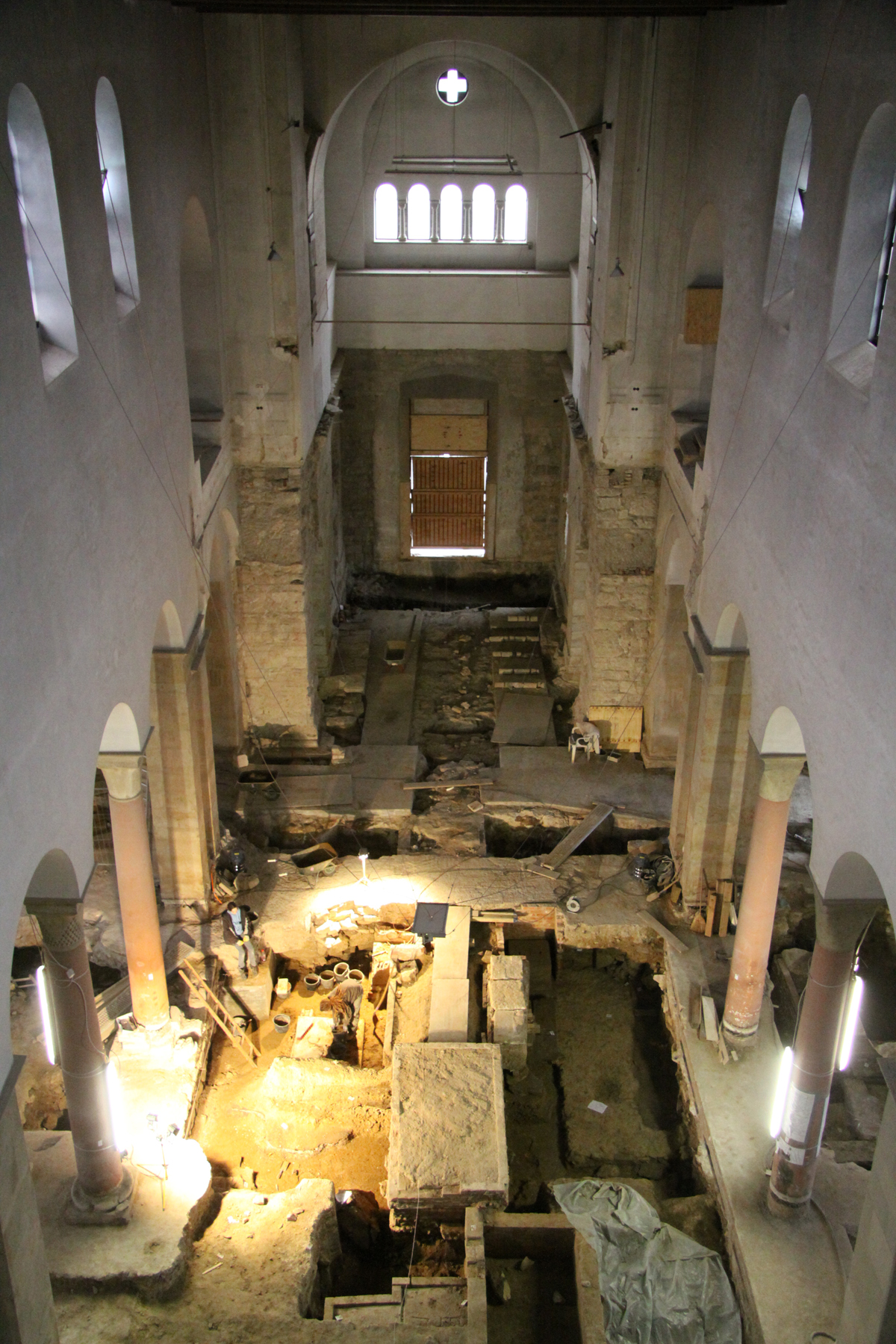
Розкопки у вестверку
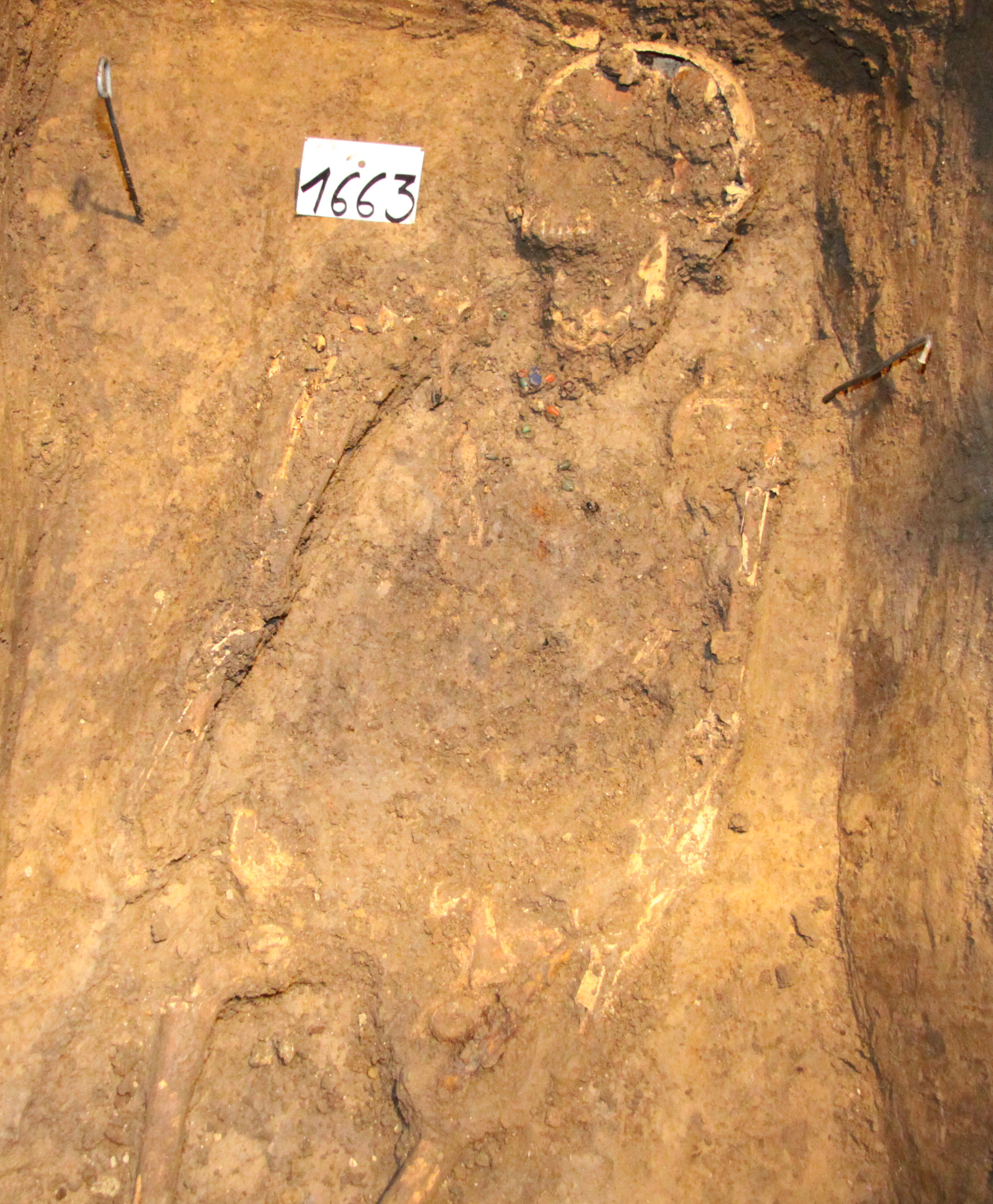
Поховання бл. 800 року

## Внутрішнє оздоблення, мистецтво та скарби

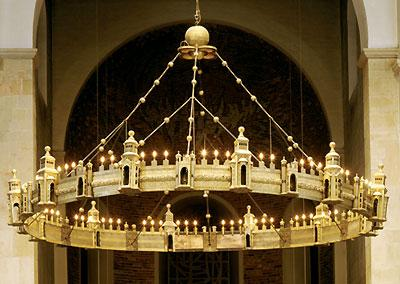
Романська Гецільська люстра

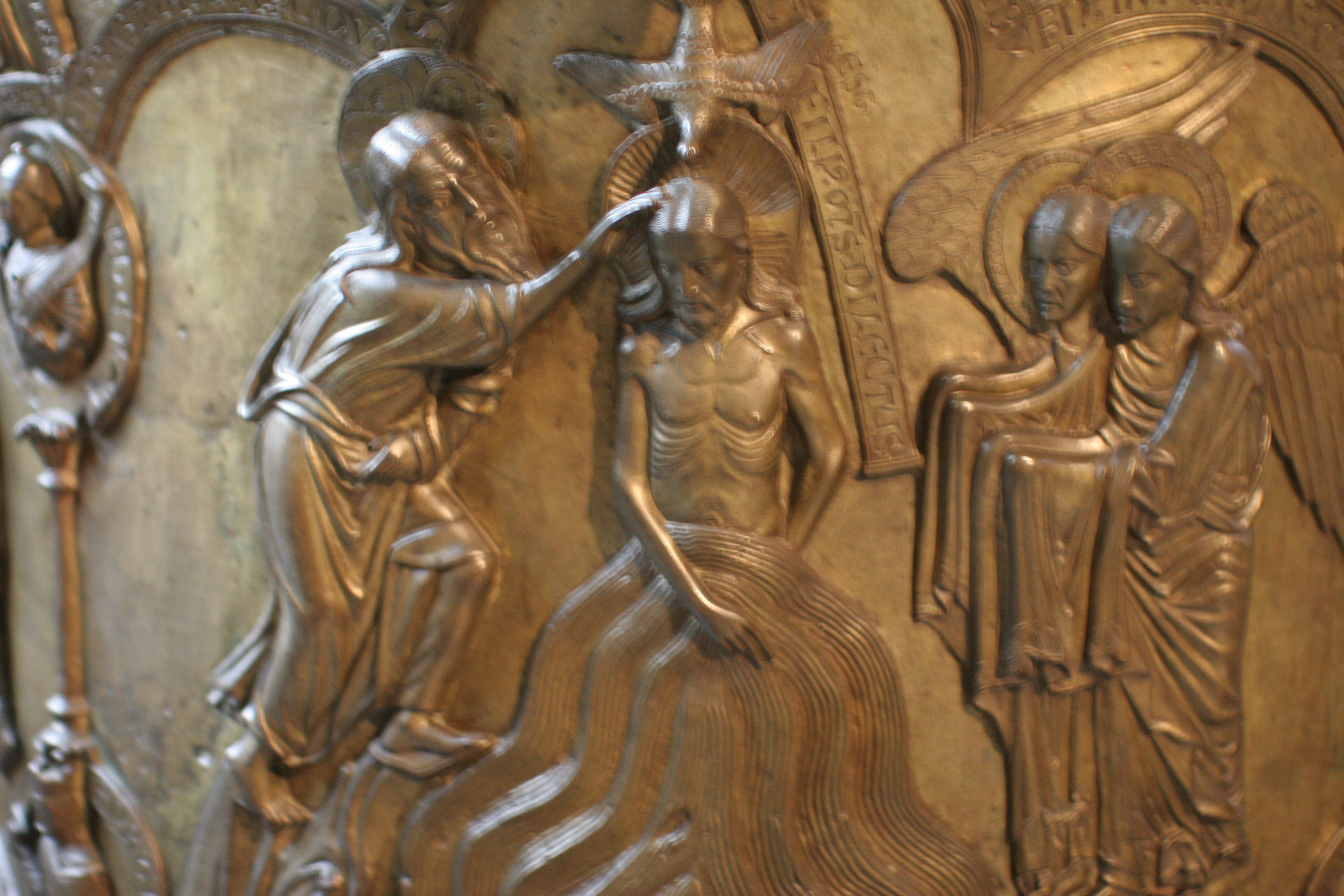
Деталь романської купелі: Хрещення Христа в Йордані

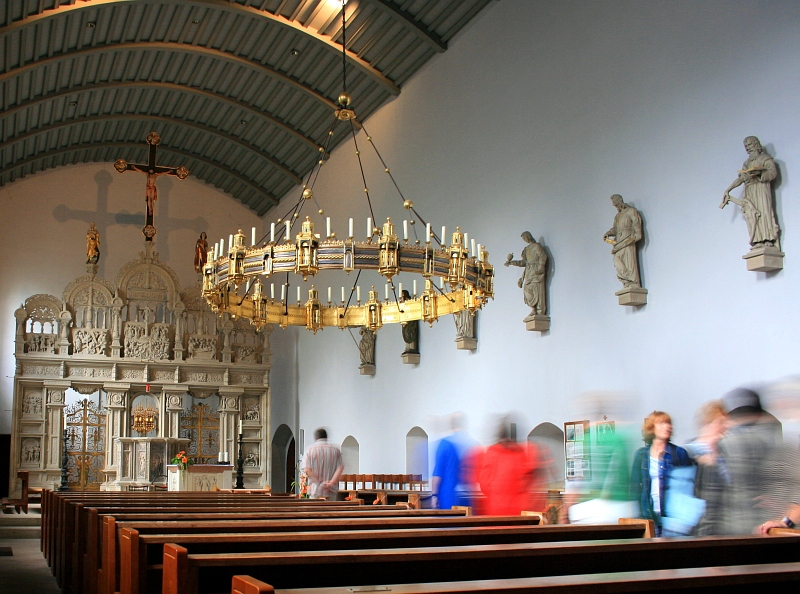
Каплиця Св. Антонія з Ацелінською люстрою та хресною перегородкою

У соборі розміщені численні твори мистецтва. Серед них всесвітньо відомі бронзові Бернвардські двері, на яких зображено сцени з Євангелій та Книги Буття, та бронзова Бернвардська колона, на які зображені сцени життя Христового. Ці бронзові вироби були замовлені єпископом Бервардом Гільдесгаймським на початку XI сторіччя (колона спочатку перебувала у церкві Св. Михайла, де Бернвард був похований, і під час реконструкції собору була  повернута і можливо там і залишиться).
У соборі також розташовані дві романські колісні люстри (або лат. corona) — більша Гецільська люстра (нім. Heziloleuchter) та старіша Ацелінська люстра(нім. Azelinleuchter), та Рінгельгаймське розп'яття, створене бл. 1000 року з липи для основної частини та дубу для бокових
Серед інших скарбів:
- рака Св. Єпіфанія Павійського та покровителів собору під високим вівтарем, перша пол. ХІІ ст.;
- рака Св. Годехарда Гільдесгаймського в крипті, бл. 1140 р.;
- Гільдесгаймський релікварій Діви Марії, хрести Берварда та інші релікварії та предмети літургії, які демонструються у музеї собору (нім. Dommuseum Hildesheim) в південному трансепті;
- аналой (кафедра) у формі орла, бл.1220 р., який використовували у літургії до останньої реконструкції собору;
- пізньороманська бронзова купіль (нім. Bronzetaufe), 1225.
- готична Мадонна з чорнильницею (нім. Tintenfassmadonna)
- центральна картина Врісберського епітафу;
- статуя Діви Марії у одному з бокових проходів нефа на п'єдесталі, що за легендою зроблений з серцевини ірмінсуля;
- надгробок монаха Бруно на південній зовнішній стіні хорів (романський період, після 1194 р.).

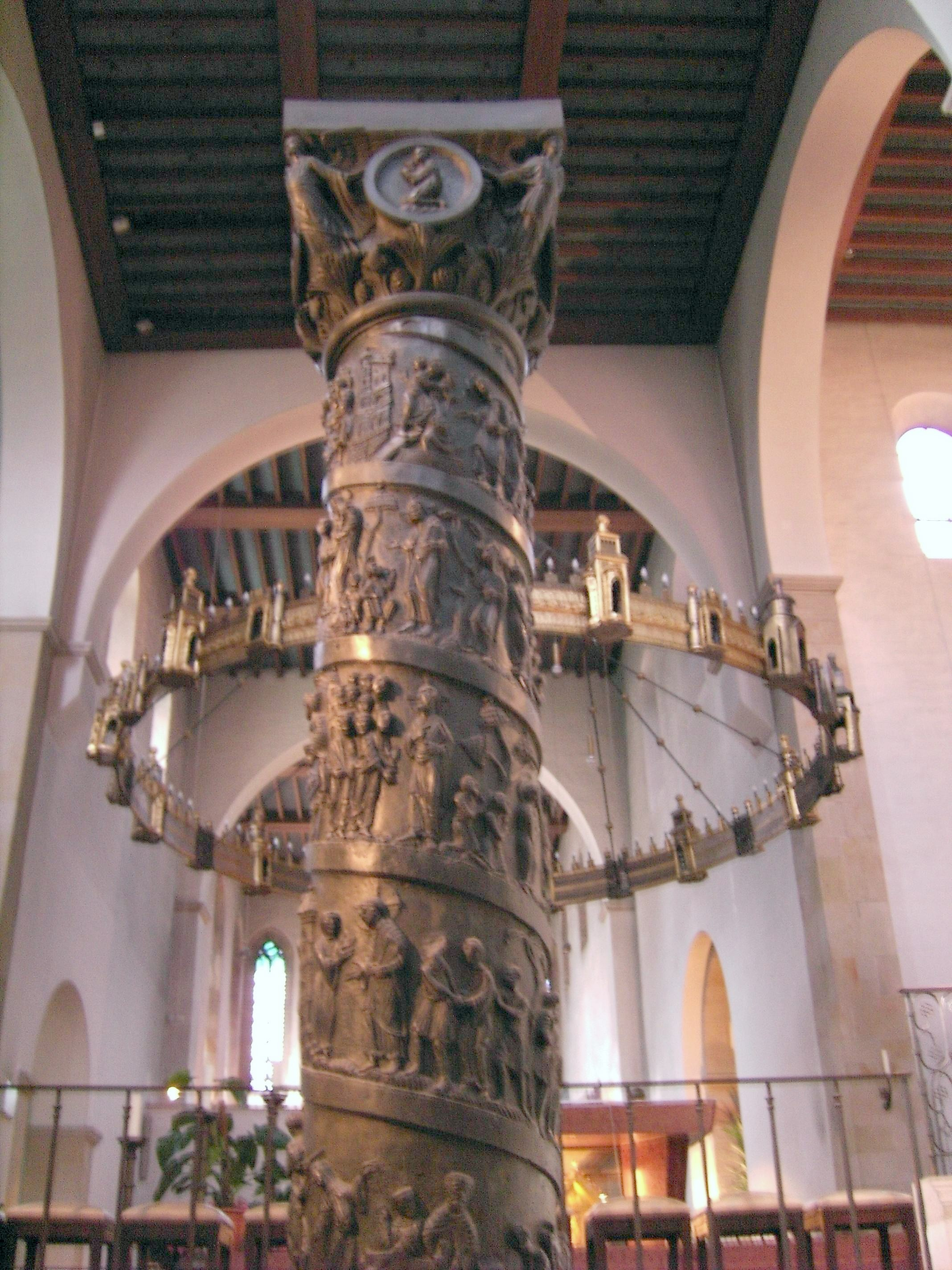
Бернвардська колона
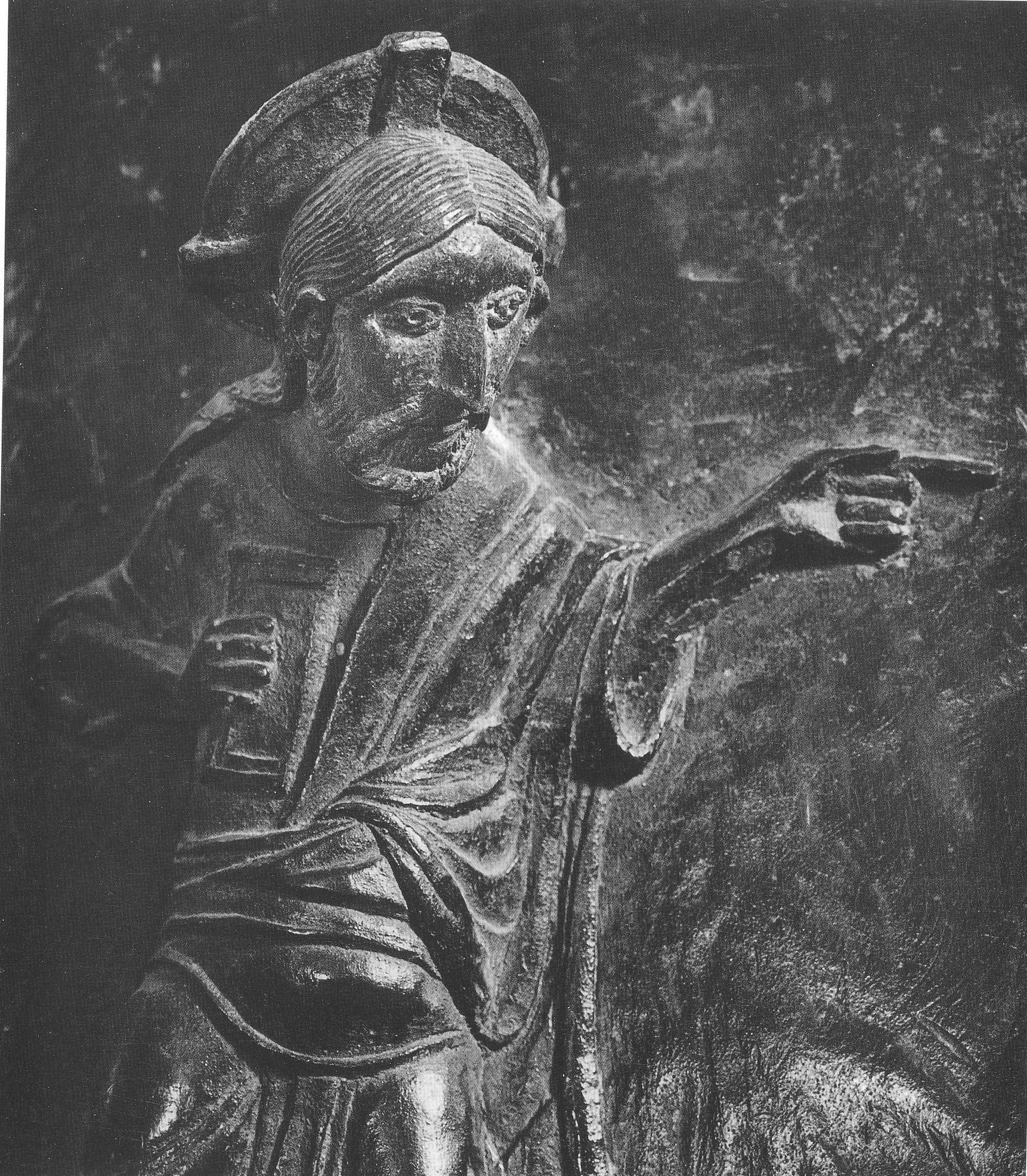
Бернвардські двері, деталь
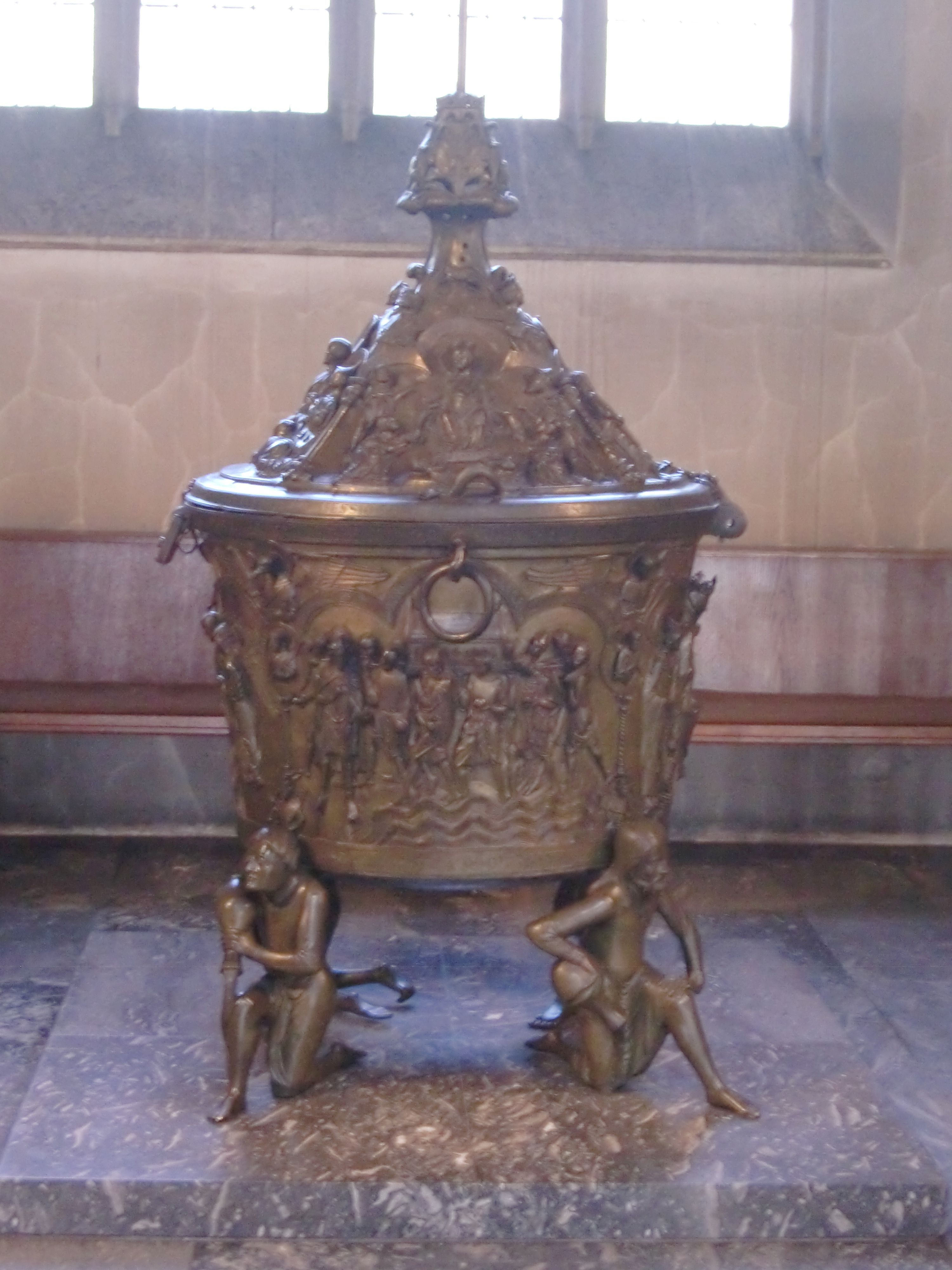
Бронзова купіль
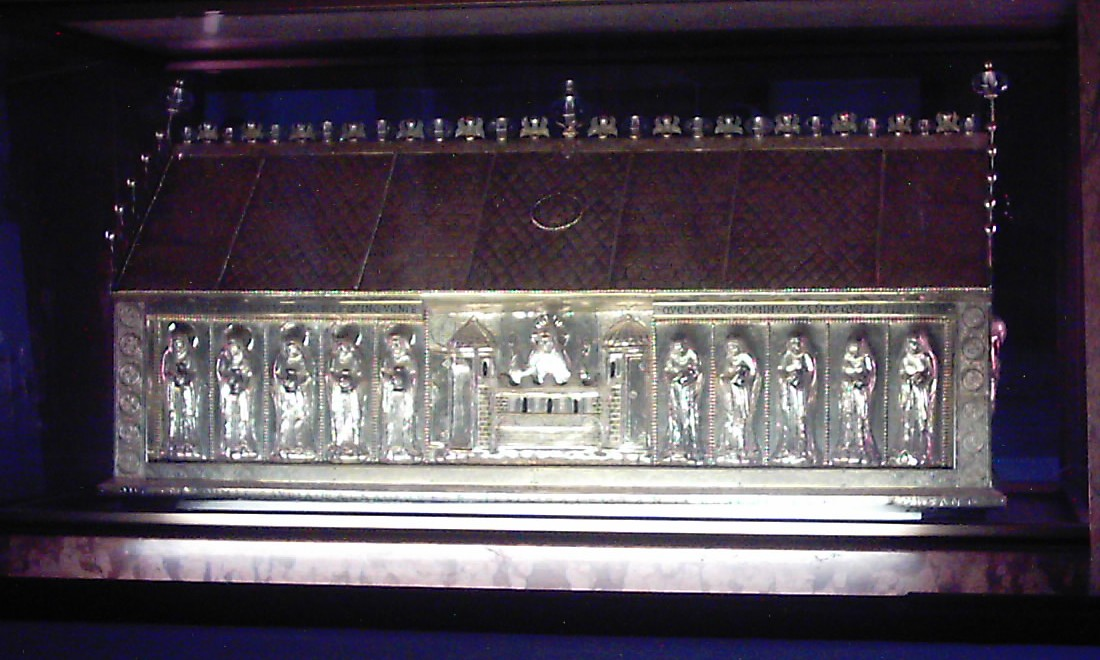
Рака Св.Єпіфанія
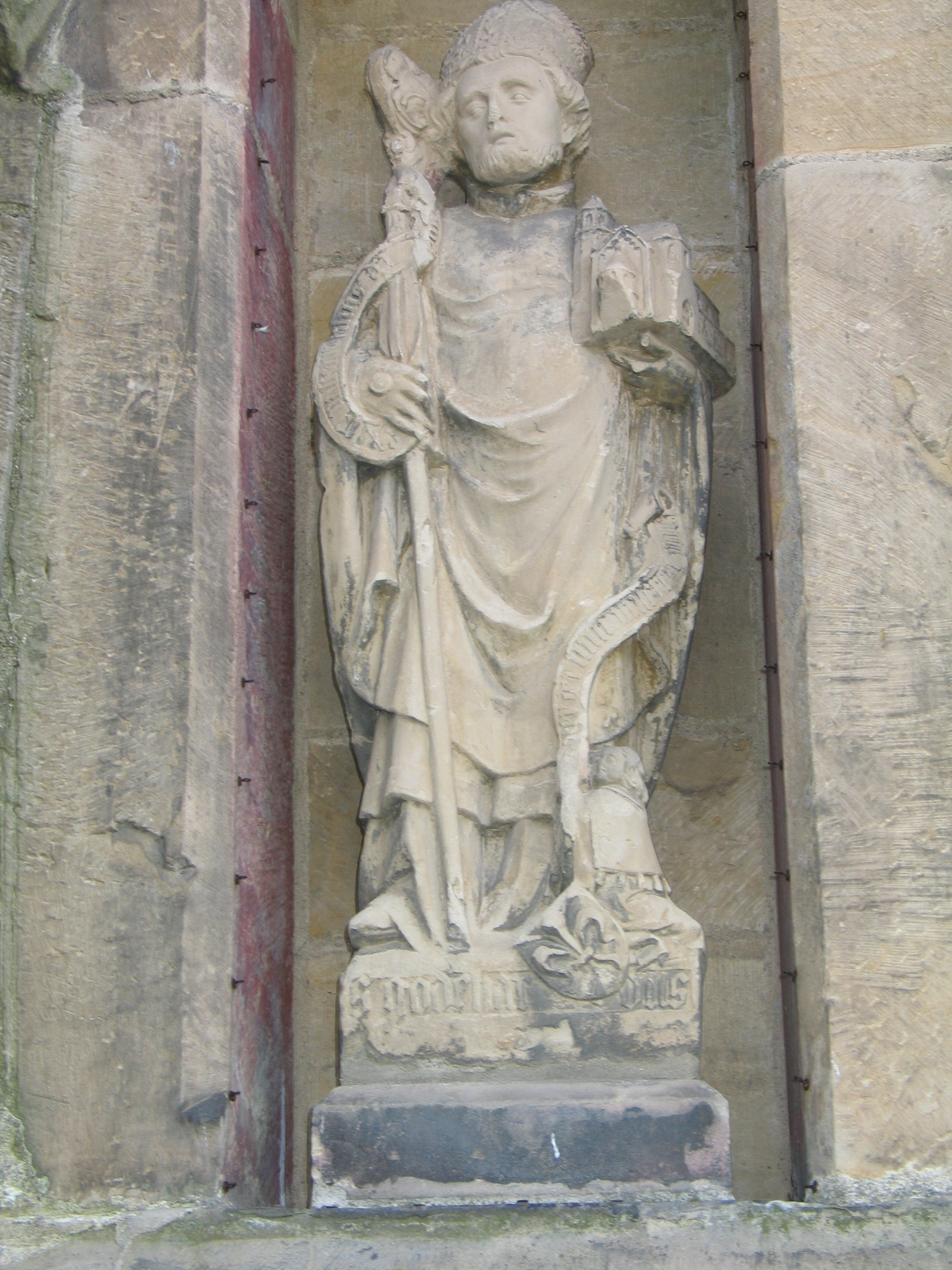
Статуя єпископа Годехарда

## Орган
Історія органа у соборі починається у XIV ст. — у 1378 році орган вже існував у північному нефі, над каплицею Трьох Волхвів. Цей інструмент був переміщений до хорів Годехарда у XV ст. та проданий 1713 року.
Перший великий орган собору був побудований майстром Конрадом Абттом з Міндену, ймовірно 1616/7р., і мав 31 регістр у двох мануалах та педалях. З перебігом часу його неодноразово перебудовували і розширювали, особливо наприкінці XVII — початку XVIII ст. Він був повністю перебудований 1909 року органною фірмою «Furtwängler & Hammer» (Ганновер), після чого отримав 54 регістри у трьох мануалах та педалях. Зовнішній вигляд органу залишався в цілому незмінним під час цих перебудов, але орган був знищений під час бомбардувань 22 березня1945 р.

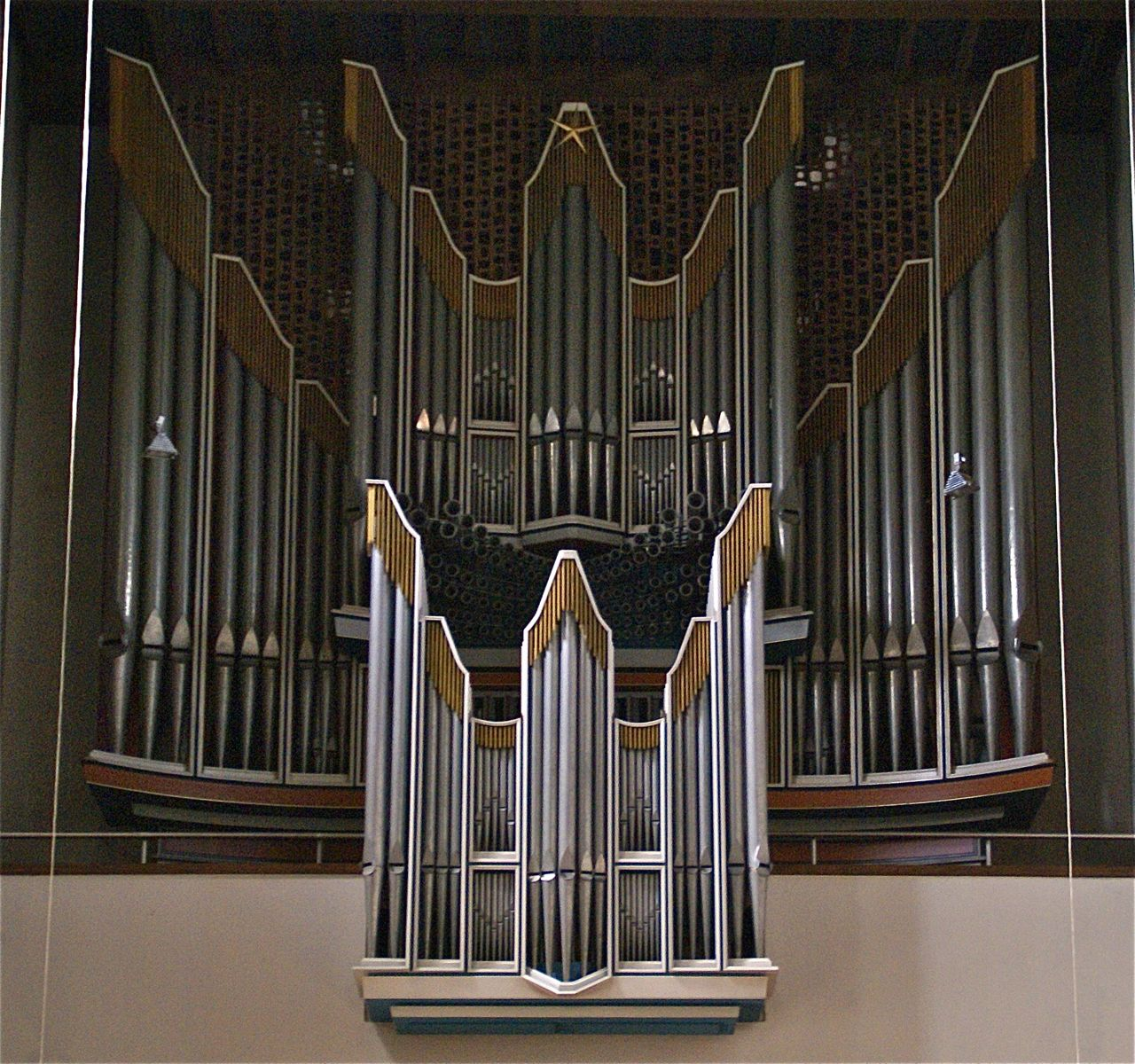
Орган собору (до 2010)

Під час відбудови собору, виробник органів Франц Брайль створив новий орган з 52 регістрами в 4-х мануалах 1960 року. Крім звичайних частин (головний орган, орган за сидінням, орган хорів та педалі), цей орган також мав унікальну рису — іспанський тростинний орган з трьома регістрами, на якому можна було грати з четвертого мануала.
Орган Брайля виявився недостатньо звучним і 1989 року був перебудований з використанням нових технік та розширений до 66 регістрів фірмою «Klais Orgelbau» (Бонн), але за домовленістю з товариством спадщини собору, зовнішній вигляд органу, що відображав стиль 1950–60-х, та труби були залишені.
В рамках останньої реконструкції, старий орган було розібрано 2010 року і виробник органів «Orgelbau Romanus Seifert & Sohn» створює нову систему органів собору, яка складатиметься з головного органу та органу на хорах. Робота має бути завершена до 1200-ї річниці діоцезії у 2015 році.
Новий орган матиме 77 регістрів (які можна були програвати на консолі з 4-х мануалів) і педалі. Буде використано 56 регістрів та труби зі старого органу. Оскільки хори та органня галерея були під час реконструкції розібрані, новий головний орган буде модифікований для відповідності змінений акустиці собору.
Новий орган на хорах буде побудований у нефі поруч з хорами, які тепер є в передній частині собору, матиме 20 регістрів, два мануали і педаль, і на ньому можна буде грати одночасно з головним органом.

## Дзвони

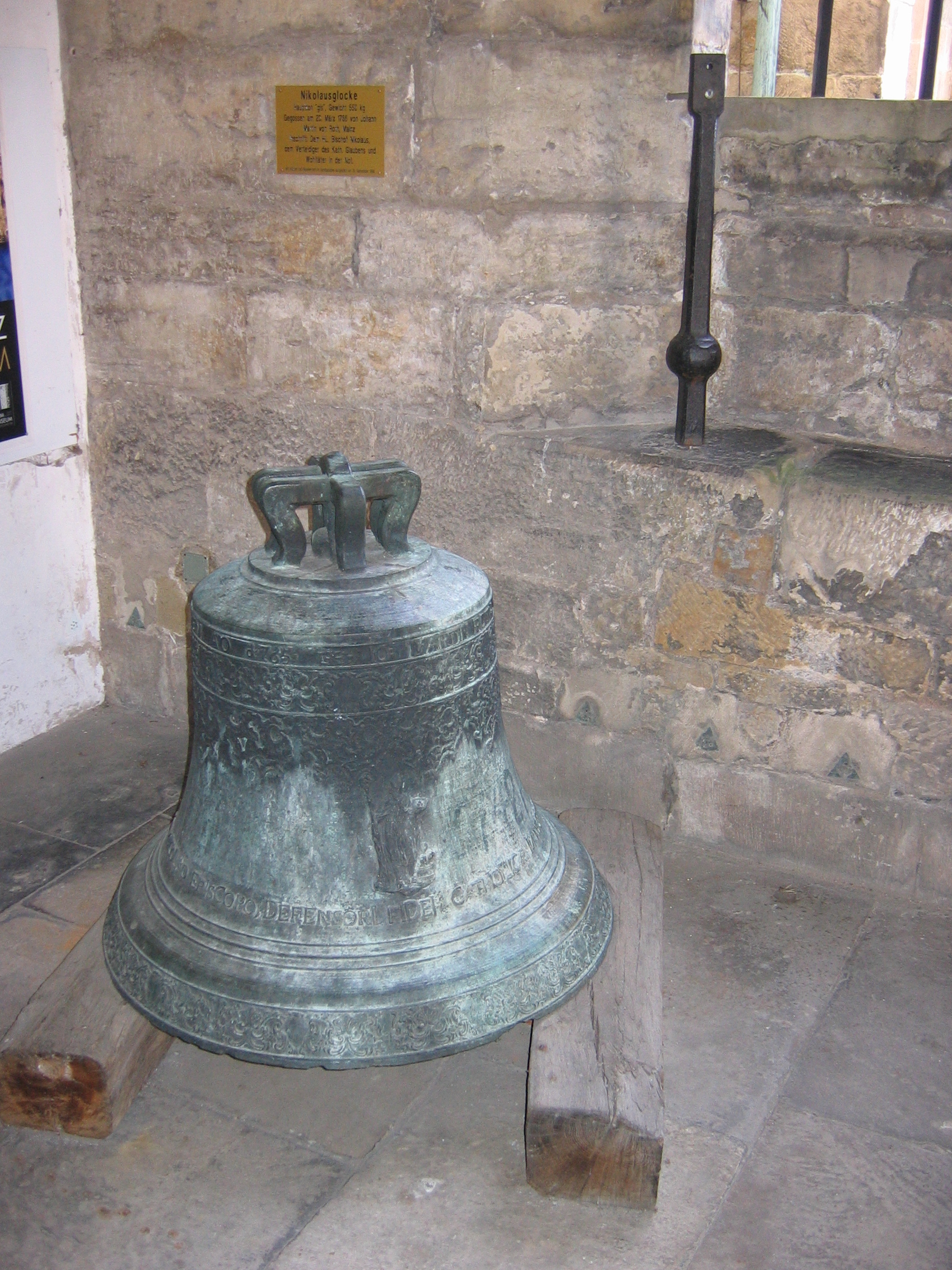
Дзвін Ніколаус, 1766 р.

Більшість історичних дзвонів не пережили руйнування собору у Другій світовій війні, і були замінені новими. Всі дзвони мають назви на честь святих.
| Технічна інформація та написи на дзвонах | Технічна інформація та написи на дзвонах | Технічна інформація та написи на дзвонах | Технічна інформація та написи на дзвонах | Технічна інформація та написи на дзвонах | Технічна інформація та написи на дзвонах | Технічна інформація та написи на дзвонах | Технічна інформація та написи на дзвонах |
| №                                        | Назва                                    | Рік виплавки                             | Майстер(ня), місце виплавки              | Ø (мм)                                   | Вага (кг)                                | Тон удару (Півтон-1/16)                  | Напис |
| ---------------------------------------- | ---------------------------------------- | ---------------------------------------- | ---------------------------------------- | ---------------------------------------- | ---------------------------------------- | ---------------------------------------- | --- |
| 1                                        | Кантабона                                | 1960                                     | Фрідріх Вільгельм Шіллінг, Гейдельберг   | 2300                                     | 8686                                     | f0 +4                                    | CANTATE DOMINO CANTICUM NOVUM QUIA MIRABILIA FECIT SANCTA MARIA CANTA BONA NOBIS! – Auxilio Matris D.N.J.Ch. confidens me fudit F.W. Schilling Heidelbergensis Anno Domini MCMLIX («Співай для Господа нову пісню, бо він зробив чудеса. Свята Марія, співай хороші речі для нас! — Сподіваючись на допомогу Матері Господа нашого Ісуса Христа, Ф. В. Шіллінг з Гейдельберга виплавив мене в рік Господа нашого 1969.») |
| 2                                        | Апостоліка                               | 1765                                     | Йоганн Мартін Кох, Майнц                 | 1940                                     | 4895                                     | as0 +6                                   | Johann Martin Koch von Maintz hat mich gegossen in Hildesheim Anno 1765, APOSTOLIS PETRO ET PAULO COMPATRONIS HILDESIENSIBUS («Йоганн Мартін Кох з Майнца виплавив мене у Гільдесгаймі у році 1765, для Апостолів Петра і Павла, спільних покровителів Гільдесгайму.») |
| 3                                        | Бернвард                                 | 1960                                     | Фрідріх Вільгельм Шіллінг, Гейдельберг   | 1698                                     | 3366                                     | b0 +4                                    | SIT PIA PAX ET VOS AMEN CANITE SANCTE BERNWARDE ORA PRO NOBIS ("Най буде святий мир. Співай "Амінь"! Святий Бервард, заступись за нас") |
| 4                                        | Годехард                                 | 1960                                     | Фрідріх Вільгельм Шіллінг, Гейдельберг   | 1500                                     | 2278                                     | c1 +4                                    | STERNE RESISTENTES/STANTES REGE/TOLLE JACENTES. SANCTE GODEHARDE ORA PRO NOBIS («Переможи тих, хто чинить спротив/ управляй гідними/ допоможи пригніченим. Святий Годехард, заступись за нас») |
| 5                                        | Епіфаній                                 | 1960                                     | Фрідріх Вільгельм Шіллінг, Гейдельберг   | 1260                                     | 1343                                     | es1 +6                                   | EPIPHANIUS PACIFICATOR PATRONUS EPIPHANIAM DOMINI NUNTIAT. SANCTE EPIPHANI PRECARE PRO NOBIS («Епіфаній миротворець і покровитель оголошує свято Богоявлення. Святий Епіфаній, молись за нас») |
| 6                                        | Цецилія                                  | 1960                                     | Фрідріх Вільгельм Шіллінг, Гейдельберг   | 1060                                     | 1068                                     | f1 +4                                    | CANTANTIBUS ORGANIS CAECILIA DOMINO DECANTABAT! SANCTA CAECILIA ADJUVA NOS («доки грають органи, Цецилія співає Господу! Свята Цецилія, допоможи нам») |
| 7                                        | Мартін Турський                          | 2013                                     | Бахерт, Карлсруе                         |                                          |                                          | g1                                       | HIC EST FRATRUM AMATOR + QUI MULTUM ORAT PRO POPULO SANCTE MARTINE + ORA PRO NOBIS («Хто молиться багато за народ — любить своїх братів Святий Мартін, заступись за нас!») |
| 8                                        | Альтфрід                                 | 2013                                     | Бахерт, Карлсруе                         |                                          |                                          | as1                                      | INTERCESSIONE SANCTI EPISCOPI ALTFRIDI SUFFULTA + DIOECESIS NOSTRA FIRMA IN FIDE MANEAT («За заступництва святого єпископа Альтфріда нехай наша діоцезія лишиться твердою у вірі») |
| 9                                        | Ядвіґа                                   | 2013                                     | Бахерт, Карлсруе                         |                                          |                                          | b1                                       | BEATAE HEDVIGIS INTERCESSIO TRIBUAT POPULIS POLONIAE ET GERMANIAE CAELESTE SUBSIDIUM («Заступництво блаженної Ядвіґи надає підтримку Небес народу Польщі та Німеччини») |
| 10                                       | Олівер Планкетт                          | 2013                                     | Бахерт, Карлсруе                         |                                          |                                          | c2                                       | PROBASTI NOS + DEUS + ET EDUXISTI NOS IN REFRIGERIUM SANCTUS OLIVERUS PLUNKETT + RECONCILIATIONIS EXEMPLUM + EPISCOPUS ET MARTYR + ADIUVET NOS (Ти випробував нас, Боже, і привів нас до втішення. Нехай святий Олівер Планкетт, приклад примирення, єпископ та мученик, допоможе нам") |
| 11                                       | Нільс Стенсен                            | 2013                                     | Бахерт, Карлсруе                         |                                          |                                          | es2                                      | PULCHRA QUAE VIDENTUR + PULCHRIORA QUAE SCIUNTUR + LONGE PULCHERRIMA QUAE IGNORANTUR BEATE NICOLAE STENSEN + ORA PRO NOBIS («Що видиме — прекрасне, що відоме — прекрасніше, що невідоме — найпрекрасніше з усього. Благословенний Ніколас Стенсен, молися за нас») |
| 12                                       | Едіт Штайн                               | 2013                                     | Бахерт, Карлсруе                         |                                          |                                          | f2                                       | CRUX EXALTATUR + UT CAELUM OSTENDAT SANCTA TERESIA BENEDICTA A CRUCE + ORA PRO NOBIS («Хрест піднято, щоб він торкнувся небес. Свята Тереза благословенна хрестом, молися за нас») |
| -                                        | Ніколаус                                 | 1766                                     | Йоганн Мартін Кох, Майнц                 | 950                                      | 550                                      | as1 +2                                   | |